# برت باربری
برت باربری (انگلیسی: Bret Barberie؛ زادهٔ ۱۶ اوت ۱۹۶۷) بازیکن بیس‌بال اهل ایالات متحده آمریکا بود.
وی در مسابقات کشوری و بین‌المللی در مجموع برندهٔ ۱ مدال طلا، ۱ مدال نقره شده‌است.